# Siriella conformalis
Siriella conformalis är en kräftdjursart som beskrevs av Hansen 1910. Siriella conformalis ingår i släktet Siriella och familjen Mysidae. Inga underarter finns listade i Catalogue of Life.